# Mario Cohn-Haft
Mario Cohn-Haft (* 12. Dezember 1961 in Northampton, Massachusetts) ist ein US-amerikanischer Ornithologe, der in Brasilien lebt und arbeitet.

## Leben
1974 zog Cohn-Haft nach Williamsburg, wo er sich der Vogelbeobachtung widmete. Nach der Absolvierung der Northampton High School im Jahr 1979 erlangte er 1983 den Bachelor of Arts in Biologie am Dartmouth College in Hanover, New Hampshire. Anschließend war er einige Jahre Forschungsassistent am Point Reyes Bird Observatory in Kalifornien und am Long Point Bird Observatory in Kanada, bevor er ab 1987 als Vogelberinger in Manaus, Brasilien, tätig war. 1995 graduierte er mit der Arbeit Dietary specialization by lowland tropical rainforest birds: Forest interior versus canopy and edge habitats an der Tulane University in New Orleans, Louisiana, zum Master of Arts. Im Jahr 2000 wurde er mit der Dissertation A case study in Amazonian biogeography: Vocal and DNA-sequence variation in Hemitriccus flycatcher unter der Leitung von James V. Remsen an der Louisiana State University in Baton Rouge zum Ph.D. promoviert.
Im Jahr 2001 zog Cohn-Haft nach Manaus, wo er Wissenschaftlicher Mitarbeiter und Vogelkurator am Instituto Nacional de Pesquisas da Amazônia (INPA) wurde.
Seine Forschungsinteressen im Amazonasgebiet beschäftigen sich mit der Verbreitung und Taxonomie, einschließlich von Expeditionsergebnissen und der Beschreibung neuer Arten. Im Jahr 2013 veröffentlichte er zusammen mit Kollegen, darunter Bret M. Whitney, Beschreibungen von vier neuen Vogelarten aus dem brasilianischen Amazonasgebiet im Handbook of the Birds of the World Special Volume, darunter den Hafferblaurabe (Cyanocorax hafferi), den Schwarznacken-Ameisenfänger (Herpsilochmus praedictus), den Aripuanaameisenfänger (Herpsilochmus stotzi) und den Olivschulter-Ameisenschnäpper (Hypocnemis rondoni).
Cohn-Haft betreut Masterstudenten und Doktoranden, ist Chefredakteur der hausinternen INPA-Verlagsabteilung, organisiert Expeditionen und veröffentlicht regelmäßig wissenschaftliche Artikel sowie brasilianische Blogs und Naturschutzblogs für Laien.
In seiner Freizeit leitet er Vogelerkundungsexkursionen für das Ökotourismus-Unternehmen Field Guides in Brasilien, an denen unter anderen auch Prominente wie Bill Gates und Peter Gabriel teilnahmen. Seit 1991 ist er mit Rita Mesquita, einer brasilianischen Pflanzenökologin und Naturschutzaktivistin, verheiratet.

## Dedikationsnamen
Kevin Jay Zimmer und Andrew Whittaker benannten im Jahr 2013 den Acretodityrann (Hemitriccus cohnhafti) zu Ehren von Mario Cohn-Haft.